# Historia de Palamós
La villa de Palamós, en el corazón de la Costa Brava, es un municipio que tiene bien determinada su fecha de fundación y este artículo describe los hechos más señalados de su historia.

## Antecedentes
El dolmen de Montagut, en el extremo norte del término de Palamós es la evidencia del pasado neolítico de este lugar y los restos del poblado ibérico en el extremo levante de la playa de Castell son el testimonio de la presencia de indigetes, entre los siglos VI a. C. y I a. C. También se han encontrado restos romanos en diferentes puntos del término, como en la zona de Palau (mas Salvà), el Castillo de San Esteban de Mar en La Fosca, mas Guardias y en diferentes puntos del núcleo urbano.

## Historia

### La villa medieval
En el año 1277, el rey Pedro II el Grande compró el Castillo de San Esteban de Mar, en La Fosca. Dentro de su término se encontraba un saliente protegido dónde quería construir un puerto que diera cobertura al creciente comercio con Italia y especialmente con el Reino de Sicília, del cual su esposa Constanza II de Sicilia era la princesa heredera.
La villa de Palamós -así es como la llamaban a principios del siglo XV- fue fundada el 3 de diciembre de 1279 por el batle general de Cataluña Astruc Ravaia, precisamente para mantener y defender aquel incipiente puerto. En la Carta puebla el rey ofrece a los nuevos pobladores un espacio para construir su hogar libre de cualquier servitud y una serie de ventajas, entre ellas un mercado semanal cada martes que aún se celebra a día de hoy. El batle general nombra a Arnau Sa Bruguera como primer alcalde de un nuevo ente, la Alcaldía de Palamós que, a parte de la villa, tendrá jurisdicción sobre Vilaromá (San Juan de Palamós), Vall-Llobrega y Calonge.
La nueva villa y su puerto serán, a partir de entonces, un elemento estratégico de primera magnitud. Tanto es así que sólo seis años después de su creación, en el año 1285, Palamós pasa a ser tomada por la escuadra francesa para dar apoyo logístico a las tropas del rey Felipe III de Francia que asediaban la ciudad de Gerona. La actuación de la escuadra en almirante Roger de Lauria fue fulminante, destruyendo completamente la escuadra francesa en la famosa batalla de Formigues.
No es hasta mediados del siglo XV cuando se construye el primer muelle de piedra y la muralla de defensa. El movimiento portuario es tan importante que se considera el puerto de Palamós como el segundo de Cataluña. A lo largo del siglo XV y buena parte del XVI es interesante destacar el comercio de esclavos procedentes del norte de África.

### La parroquia de Santa María de Palamós
A pesar de que el rey Alfonso III el Benigno dio permiso en el año 1334 para reservar un espacio para la construcción de una capilla dedicada a Santa María, la encarnizada oposición de los habitantes de San Juan de Palamós lo impidió y no es hasta 1371 cuando el obispo de Gerona, Jaime Satrilla, concede la licencia para construir una capilla dedicada a Santa María, con ciertos límites para prevenir posibles perjuicios a la parroquia de Santa Eugenia de Vilaromá.
En el año 1428 la villa consigue tener una parroquia propia, segregándose de la de Santa Eugenia de Vilaromá, y en el 1434 se inicia la primera fase de la construcción de la actual iglesia de Santa María de Palamós, que continuará en una segunda fase en 1521, con el mecenazgo de la condesa de Palamós Isabel de Requesens y Enríquez de Velasco.
Por lo que respecta a la iglesia, cabe destacar que en el año 1742 dos fragatas inglesas bombardearon la villa, causando grandes destrozos en el tejado, en las capillas laterales y en el campanario. También cabe destacar la construcción de la capilla Fonda, con el mecenazgo del conde de Palamós Ventura Osorio de Moscoso y Fernández de Córdoba.

### El Condado de Palamós
En el año 1484, el rey Fernando El Católico premió a su capitán general de la armada, Galcerán de Requesens y Joan de Soler, otorgándole el condado de Palamós. Los habitantes de Palamós, que habían recibido del rey Pedro II y de sus sucesores las garantías de que siempre estarían ligados a la corona, no lo aceptaron y se opusieron a que el nuevo conde tomara posesión hasta que no hubiera jurado respetar los privilegios reales que les habían concedido. Después de un tira y afloja de dos años, el conde aceptó y los habitantes le abrieron las puertas de la villa. Galcerán de Requesens se interesó por el puerto, haciéndolo reparar por técnicos de la ciudad de Barcelona.
El condado subsistiría hasta la abolición de los señoríos en España, en el año 1837, pero no el título de conde de Palamós que actualmente pertenece a Jaime Ruíz de Bucesta y Mora.

### Piratas y cautivos
Desde la antigüedad, las costas catalanas han estado expuestas a los piratas, por eso las masías más cercanas al mar estaban provistas de torres de defensa (masía fortificada). Entre los siglos XIII y XV la supremacía naval catalana hizo reducir considerablemente la presencia de naves hostiles, pero a partir del siglo XVI hasta el XIX las costas catalanas fueron señoreadas por naves turcas, del norte de África y, finalmente, inglesas. A pesar de que los pueblos costeros habían establecido un servicio de guarda y correo para avisar de la presencia de naves sospechosas, hay registrados centenares de ataques a pequeñas embarcaciones de pescadores de Palamós, casi siempre con el resultado de captura y secuestro. Como resultado, muchas familias quedaron arruinadas al tener que vender su patrimonio para pagar el rescate de sus familiares esclavizados en el norte de África.

### Primera destrucción de Palamós
La escuadra turca de Jeireddín Barbarroja, después de pasar por la ciudad de Niza y destruir las villas de Cadaqués y Rosas, asaltó Palamós el 5 de octubre de 1543. A pesar de la ayuda de doscientos hombres de Palafrugell, entre los que se encontraban el alcalde y el sacristán, los piratas destruyeron y quemaron la mayoría de las casas, así como las iglesias parroquiales de Palamós y de Vilaromá y la capilla de Nuestra Señora de Gracia de Sa Punta. El notario Brugarol de Palafrugell levantó acta de todo lo que vio personalmente, dando detalles de las dantescas escenas encontradas dentro de la villa cuando los piratas se retiraron. Hombres empalados y quemados, descuartizados y muertos por todas partes, el notario expresó su dolor escribiendo "[...] Tan grande destrucción y ruina hicieron en dicha villa que solo de nombrarla no hay corazón cristiano que no llore gotas de sangre". Al tercer día, la escuadra turca, formada por veinte galeras y dos naos, continuó su viaje hacia Villajoyosa. El desastre de Palamós fue conocido por todo el mundo e incluso el Papa Pablo III hubo de intervenir para ayudar a la villa a volver a la normalidad. Muchos habitantes huyeron y un gran porcentaje no volvió nunca más, se quedaron a vivir por las poblaciones vecinas.

### El convento de los Agustinos
En el año 1507 se inició la construcción de la capilla de Nuestra Señora de Gracia en Sa Punta, el punto más alto de Palamós, ahora desaparecido y convertido en cantera de donde se extrajo la piedra para construir el puerto nuevo, actual puerto comercial. A mitades del siglo XVI habitaba el ermitaño fray Damián Marruffo de la Orden de San Jerónimo, que cogió protagonismo en el mes de mayo de 1543, cuando el emperador Carlos I desembarcó en el puerto de Palamós para continuar su viaje hacia Génova. Fray Marruffo visitó y invitó al rey a comer a la ermita, gesto que el emperador aceptó, subiendo hacia Sa Punta y gozando de la preciosa panorámica. Es en esta estancia en Palamós cuando el emperador escribió a su hijo Felipe II las famosas instrucciones. En el año 1568, después de un intento fallido en San Felíu de Guixols, la comunidad de frailes de San Agustín se instaló en la ermita para construir un monasterio, fundando el Convento de Nuestra Señora de Gracia. Éste quedó completamente destruido en la guerra del francés de 1694 y los frailes se refugiaron en una construcción cerca del hospital de los pobres. A partir del año 1724, con financiamiento del Ayuntamiento y de la comunidad agustina, comienza la reconstrucción del convento en el mismo lugar. En el año 1741, después de haber alzado muchas paredes, recibieron la orden real de parar los trabajos para dar a este lugar usos militares. No habiendo ninguna solución, por falta de dinero, los frailes llegaron a un acuerdo con el ayuntamiento para transformar el hospital en un segundo convento. Este nuevo convento subsistirá hasta la desamortización de 1836, convirtiéndose en una fábrica de corcho, El Convento S.A. Actualmente, en el barrio de el Pedró, se ha alzado el Parque del Convento de los Agustinos con los restos del antiguo edificio.

### La Peste
En el año 1650 hubo un brote de peste en Barcelona, en pleno asedio de las tropas castellanas del rey Felipe IV. Dos años más tarde, llegó a Palamós. Con el primer entierro, el 26 de marzo de 1652, se cerraron las puertas de la villa y no se volvieron a abrir hasta el 7 de septiembre del mismo año, pero con una serie de condiciones de cuarentena. Ya des del inicio, la cantidad de fallecidos fue tan importante que el rector dejó de anotar las partidas de defunción, por eso se desconoce el número exacto de fallecimientos. A principios de 1653, el rector bendijo un trozo de terreno en el Arenal, fuera de los muros de la villa, donde se enterraron entre 300 y 400 personas, posiblemente más de la mitad de la población de Palamós. En acción de gracias se estableció que cada año, para el día de la Natividad de la Madre de Dios (8 de septiembre) se celebraría una procesión en la capilla de Santa María de Bell-lloc de Palamós. Después de unos años sin celebrarse, se retomó a partir del año 1992.

### Muralla y defensas
A raíz del ataque de los turcos de 1543, se aceleró la construcción de las murallas y baluartes para rodear completamente la villa, dejando dos puertas, la del mar en la actual Planassa y la de tierra o del charco, en la actual Plaza de los Árboles. Las guerras contra Francia y España de mitad del siglo XVII hicieron de Palamós una importante plaza de armas, con soldados de muy diversa procedencia, españoles, napolitanos, flamencos, irlandeses, alemanes... alojados dentro y fuera de la villa en cuarteles y casas particulares. El gobernador de la villa era un general de infantería o de caballería y un maestre de campo era la máxima autoridad militar. Para completar las defensas, a lo largo de la segunda mitad del siglo XVII de construye la ciudadela en la parte más alta de la población y, como en este lugar ya se encontraba el convento de los agustinos, las autoridades tuvieron que llegar a un compromiso con los frailes, consistente en dejar el convento en medio de la ciudadela.
Todos los muros, baluartes, fosos y la ciudadela con el convento fueron destruidos por los franceses en el año 1695 para asegurar una rápida ocupación en futuras incursiones.

### Segunda destrucción de Palamós. Guerra de los Nueve Años.
En el año 1694, el mariscal francés Adrien Maurice de Noailles invadió el Ampurdán. Después de tomar Verges y Torroella de Montgrí y de atravesar el río Ter, quedaban dos plazas fuertes en su camino hacia Barcelonaː Palamós y Hostalric; las cuales habían sido abandonadas a sus suerte por los soldados españoles. El ejército francés con unos 15.000 soldados de infantería y unos 5.000 de caballería, inició el asedio de Palamós el 30 de mayo, conociendo muy bien el interior de la villa (pues habían estado allí como guarnición entre los años 1643 y 1652). Palamós contaba con 4.000 soldados, la mayor parte del Tercio de Napolitanos. La batalla fue tan encarnizada y con tantas bajas por parte del bando francés, que no fue hasta el 8 de junio que tomaron la villa por asalto. Necesitaron dos días más para rendir la ciudadela donde se habían replegado unos 1.400 soldados supervivientes. La defensa de la villa fue tan heroica que, en conmemoración, el rey francés Luis XIV hizo acuñar una moneda con la leyenda "Palamo vi capta".

### La gran recesión delsigloXVIII
Los gastos asumidos por el común de la villa des del 1639 hasta la destrucción de Palamós por el ejército francés fueron tan grandes que no podían hacer frente a los pagos de réditos ni a las amortizaciones de los préstamos, entonces se empleó un sistema rotativo de tres años con el dinero recaudado por los impuestos, el primer año pagaban los réditos, el segundo amortizaban los capitales por sorteo y el tercer año se cubrían los gastos de la villa.
Ya en el año 1639, la villa tuvo que enviar a 35 vecinos como soldados bien provistos al campo de Perpiñán y al asedio del Castillo de Salses para combatir a los franceses, mientras los soldados españoles se encontraban dentro de la villa para defenderla, mantenidos, ellos y caballos, por el pueblo. Con la Guerra de los Segadores todo siguió igual, sólo cambiando los soldados castellanos por los franceses y enviando soldados vecinos de Palamós a luchar contra las tropas españolas al campo de Tarragona. En el año 1652, una vez rendida Barcelona al rey castellano, se volvieron a cambiar las tropas dentro y alrededor de la villa, en vez de franceses eran irlandeses, alemanes, flamencos, napolitanos, milaneses y castellanos, siempre pagando la villa la mayor parte del gasto militar, incluyendo el alto salario del gobernador de la plaza, así como los alojamientos de los oficiales en las mejores casas particulares de Palamós, pagándoles incluso la leña que quemaban en invierno. Todo siguió así hasta la toma de Palamós en 1694.
Cuando estalló la guerra de Sucesión, los franceses volvieron a atacar, pero la villa se encontraba sin defensas. En pocos años, des del 1705, la villa cambia de manos muchas veces, entre partidarios del francés Felipe V y del austríaco Carlos III. Dragones alemanes, tropas holandesas y suizas, granaderos de Valladolid, dragones belgas, un amplio abanico de diferentes ejércitos entra y sale de la villa, que vuelve a tener alojamientos y ya está completamente exprimida. A partir del año 1715, con la retirada del rey Carlos III de la confrontación, se inicia un largo período de paz que se rompe en el año 1742, cuando dos fragatas de guerra inglesas bombardean Palamós durante la guerra de sucesión austríaca en represalia por haber ayudado a un barco francés perseguido por un corsario inglés. Algunas fuentes cifran en más de 2.000 los cañonazos que impactaron principalmente en las casas más cercanas al puerto y, en especial, a la iglesia. En el año 1720, en Palamós sólo viven unas 400 personas y solo quedan en pie 140 de las más de 350 casas que tenía antes del ataque de Noailles.
A lo largo de la primera mitad del siglo XVIII, un elevado porcentaje de vecinos migraron hacia otros pueblos o embarcaron en la marina de guerra o en barcos mercantes, quedando en Palamós los hombres más mayores, las mujeres y los niños, cargados de deudas y con la mayoría de sus casas destruidas. Las condiciones de vida eran deplorables, un informe diceː "[...] Es vergonzoso ver que todos los miembros de una casa van a pedir, habiendo en Palamós más pobres que en Girona. Algunas casas, algunos días, hacen caridad porque aturde ver tal cosa. Después van a los márgenes y a los campos y cogen cualquier yerba para comer, cocinando sin aceite, ni pan, ni vino, cogiendo enfermedades. Es vergonzoso verlos desnudos, gente que antes vivían pescando y han perdido todo lo que tenían".

### Magnates del corcho
En la partida de bautismo de María Botet y Bartra, celebrado en la parroquia de Santa María de Palamós el 20 de abril de 1740, figura como padrino Pedro Batllet, de padres franceses. Es, sin duda, uno de los primeros magnates del corcho de la comarca. Otros fueron Segimon Vila, natural de Tona, y Antonio Molinet, nacido en Agullana. En pocos años, aparecen empresarios fabricantes de tapones de corcho, como Josep Marqués y Juan Roca, de La Escala, que exportaban tapones de corcho a Marsella. A pesar del rápido inicio de la industria del corcho en Palamós, no es hasta un siglo más tarde que se produce un gran crecimiento, tanto de habitantes como económico, y con el nacimiento de varias sociedades culturales, recreativas y políticas -el casino La Unión (1855), el Centro Económico (1887), el Centro Republicano Federal (1893), casino El Puerto (1903) y la cooperativa La Equitativa (1887)- y con una gran mejora de los servicios, como las redes nuevas de gas acetileno, de agua potable y de electricidad. También se construyen las casas señoriales como Villa Júlia, la Casa Roger-Ribera, el parque de Miquel Matas, la fábrica-torre Remigi Tauler, la Casa Vincke, la Casa Montaner, el Cinematógrafo Pedro Tur, el Teatro Carmen y el nuevo Ayuntamiento.
En medio de este contexto es cuando nacen las dos grandes empresas del corcho de Palamós. La primera de ellas, Martín Montaner, fue creada en el año 1889 por Martín Montaner y Coris, que se transforma en Martín Montaner y Cía. En el año 1926, la empresa pasa a sus hijos con el nombre de Industrias Corcheras Montaner S.A. La segunda empresa nació como Berthon y Delibes, que se transformó en la Corchera Internacional S.A (en 1912), vendida en 1920 a Manufacturas de Corcho S.A. y, que finalmente se transformó en Manufacturas de Corcho Armstrong S.A. (1930). En algunas épocas la Corchera llegó a tener hasta 4.000 trabajadores.
La Primera Guerra Mundial (1914  - 1918) truncó en bienestar de la villa, hundiendo las industrias corcheras a pesar de haber buscado otros mercados. En poco tiempo se pasó de la euforia económica al despido de miles de trabajadores. La gran mayoría optó por emigrar. A mitad del 1915 ya habían abandonado la villa unas 1.500 personas. Los que se quedaron padecieron hambre, por la falta de víveres y los precios exorbitantes. El ayuntamiento, en el año 1914, puso en marcha la Cocina Municipal que se nutría exclusivamente de aportaciones voluntarias. El momento más crítico fue la semana del 15 al 21 de mayo de 1916, cuando se sirvieron hasta 2.522 comidas y 2.068 cenas correspondientes a 839 personas. Este servicio, ya en declive por la falta de recursos, se alargó hasta el fin del conflicto bélico.

### Corsarios
La falta de una efectiva marina de guerra real que protegiera las rutas comerciales catalanas y que hiciera frente al dominio inglés en declive en esta zona del Mediterráneo, así como el creciente número de naves piratas argelinas, fue el revulsivo para que en la segunda mitad del siglo XVIII aparecieran con fuerza naves corsarias en muchos puertos de Cataluña y de las Islas Baleares. Antonio Barceló en Mallorca, Gerónimo Basart en Sant Feliu de Guíxols, Francisco Llorens en Cadaqués, Francisco Llobet en Barcelona y Jaime Bru en Mataró, son una muestra de su proliferación. En Palamós, entre los años 1777 y 1782, destaca Martín Badia Caner, capitán corsario del londro Nuestra Señora de Montenegro, del pingue El Valeroso con 18 cañones y 80 tripulantes y del balandro Villa de Reus, con 18 cañones y 100 tripulantes. En sus incursiones lo solía acompañar su hermano Constantino Badia y una buena parte de la tripulación de Palamós. Fue protagonista de numerosos ataques victoriosos contra naves inglesas, maltesas y norte-africanas. El rey Carlos III lo recompensó nombrándolo alférez de fragata. Otro capitán corsario de Palamós, José Bajandas, también fue segundo de Martín Badia y comandó el místico navío San Isidoro en el año 1808. Finalmente, cabe comentar que Miguel Plana y Juanola, entre los años 1801 y 1806, fue capitán del laúd corsario El Activo de 30 toneladas.

### Astilleros
La construcción de barcos va ligada a la villa desde su fundación, así como los oficios relacionadosː maestros carpinteros, calafates, corderos, boteros... En la Edad Media, los astilleros -generalmente dedicados a la construcción de laudes y al arreglo de naves en general- se encontraban en la plaza de San Pedro, la cual era nombrada como plaza de los astilleros. Hacia la segunda mitad del siglo XVIII, se trasladaron al Arenal, una parte de la Playa Grande ahora ocupada por el surtidor del paseo, donde se construían varios tipos de naves, desde laudes hasta bergantines y fragatas. Cuando, en 1817, se urbaniza el barrio de la Playa o Eixample, se reserva una zona para los astilleros, que ahora situaríamos en la actual Plaza de Cataluña.

#### Barcos construidos en Palamós
| Año  | Tipo               | Nombre           | Toneladas | Maestro carpintero |
| ---- | ------------------ | ---------------- | --------- | ------------------ |
| 1817 | bergantín - goleta | San Sebastián    | 75        | Joaquín Moxó       |
| 1834 | Bergantín          | Orestes          | 110       | Cayetano Oliver    |
| 1839 | Buque palangrero   | Dos Amigos       | 167       | Cayetano Oliver    |
| 1840 | Bergantín          | Pepito           | 198       | Joaquín Moxó       |
| 1840 | Bergantín          | Otelo            | 180       | Joaquín Moxó       |
| 1840 | Palangrero         | Beatriz          | 125       | Joaquín Moxó       |
| 1841 | Bergantín          | Arturo           | 180       | Joaquín Moxó       |
| 1841 | Fragata            | Isabel I         | 605       | Joaquín Moxó       |
| 1842 | Bergantín          | Salvador         | 148       | Cayetano Oliver    |
| 1847 | Fragata            | Esperanza        | 410       | José Moxó          |
| 1847 | Palangrero         | Joven Merceditas | 102       | José Moxó          |
| 1848 | Bergantín          | Lepanto          | 245       | José Moxó          |
| 1848 | Bergantin          | Prócer           | 148       | José Moxó          |
| 1848 | Palangrero         | Anita            | 200       | José Moxó          |
| 1851 | Palangrero         | Antonieta        | 227       | Cayetano Oliver    |
| 1851 | Palangrero         | Mota             | 201       | Francisco Oliver   |
| 1854 | Bricbarca          | San José         | 134       | José Moxó          |
| 1855 | Bergantín          | Agapito          | 237       | José Pagès         |
| 1855 | Palangrero         | Lesmes           | 152       | Francisco Oliver   |
| 1855 | Palangrero         | Victoria         | 242       | José Moxó          |
| 1855 | Bergantín          | Palamós          | 220       | ?                  |
| 1856 | Palangrero         | Angelita         | 236       | Francisco Oliver   |
| 1856 | Goleta             | Nueva Estrella   | 78        | José Moxó          |
| 1857 | Bricbarca          | Bella Clara      | 408       | Francisco Oliver   |
| 1857 | Palangrero         | El Jaime         | 107       | Francisco Oliver   |
| 1859 | Bergantín          | Indústria        | 200       | Joaquín Moxó       |
| 1863 | Goleta             | Agustina         | 93        | Francisco Oliver   |
| 1864 | Goleta             | María            | 206       | José Moxó          |

### Las comunicacionesː el tren y el puerto
A segunda mitad del siglo XIX, la villa de Palamós y los pueblos vecinos, ante el surgimiento de la industria del corcho y la mejora de la economía en general, se preocupan por las comunicaciones. Necesitan medios para recibir la materia prima, el corcho, y para dar salida a sus productosː tapones, discos, aglomerado de corcho...
En la década de 1850, se construye la carretera de Gerona a Palamós (C-31), pero necesitan algo más rápido y con más capacidad para comunicarse con Europa y América. Por ello nace el proyecto de enlazar la mayor parte del Bajo Ampurdán con el tren de vía ancha en Flassá, obra del palamosín Augusto Pagés y Ortiz, que lo inauguró en el 1887. El estado finiquitó las obras en 1956, cuando el tren ya llegaba a Gerona y Bañolas.
Después de muchos años de trámites, en el año 1902, se puso la primera piedra del dique de resguardo del puerto de Palamós, gracias a importantes ayudas económicas de personas como Joaquín López Puigcerver, ministro y diputado, José Tauler Serviá, diplomático y fundador de la Casa de España en Londres